# 薄井福治
薄井 福治（うすい ふくじ、1883年〈明治16年〉11月7日 - 不明〉は、歴史学者、帝国図書館司書官、維新史料編纂官。
長野県の出身で、長野県立松本中学校を経て1905年〈明治38年〉に早稲田大学高等師範部歴史地理科を卒業後、東京帝国大学史料編纂所に勤務。その後清国福州師範学堂に教授として招聘され、1911年に帰国し維新史料編纂官補となる。1915年に帝国図書館司書官を兼任し、1916年に維新史料編纂官（高等官三等）に任ぜられる。正四位勲五等。1941年に退官。